# Plataea ursaria
Plataea ursaria är en fjärilsart som beskrevs av Samuel E. Cassino och Louis W. Swett 1922. Plataea ursaria ingår i släktet Plataea och familjen mätare. Inga underarter finns listade i Catalogue of Life.